# 天端

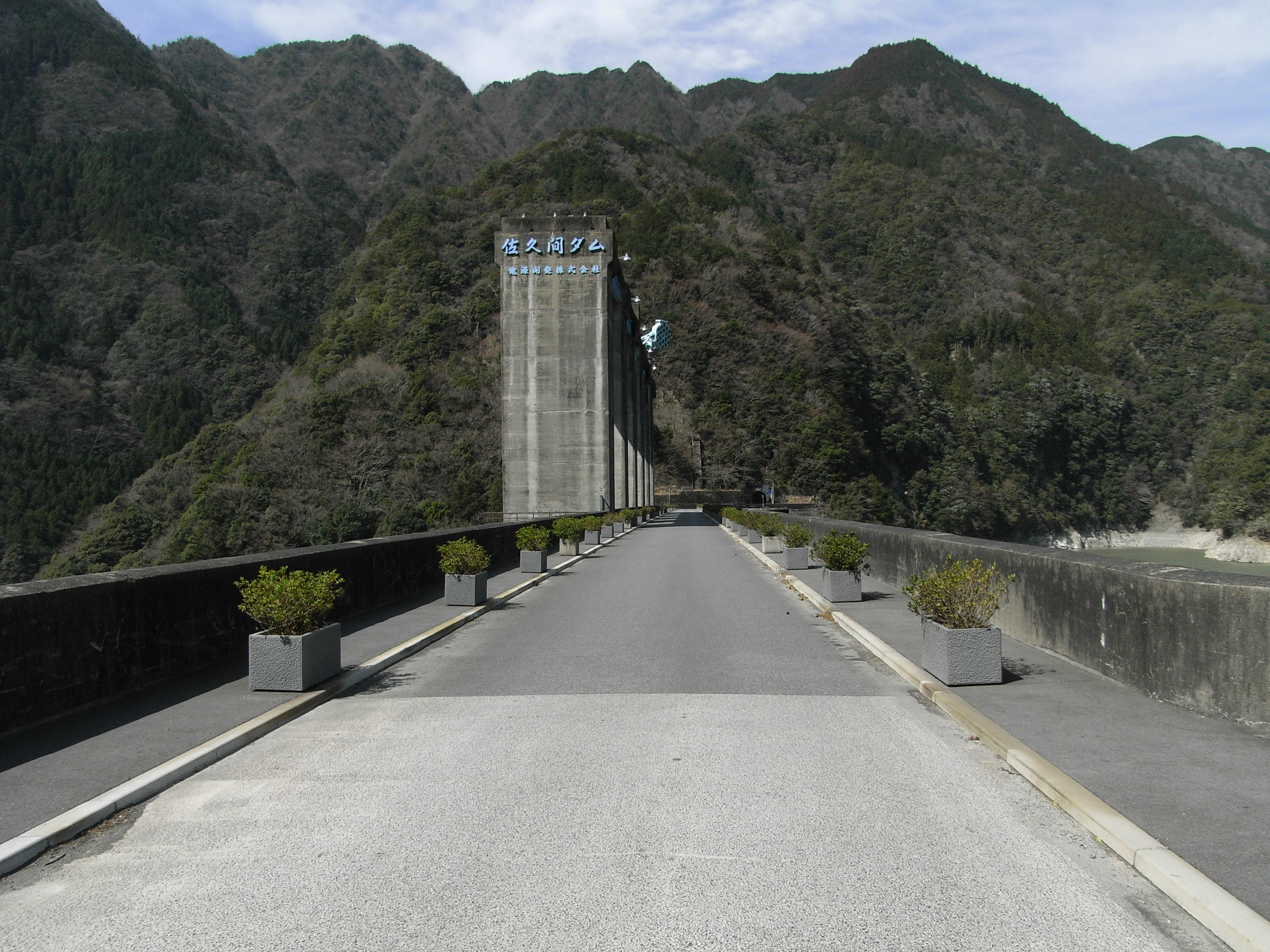
佐久間ダムの天端

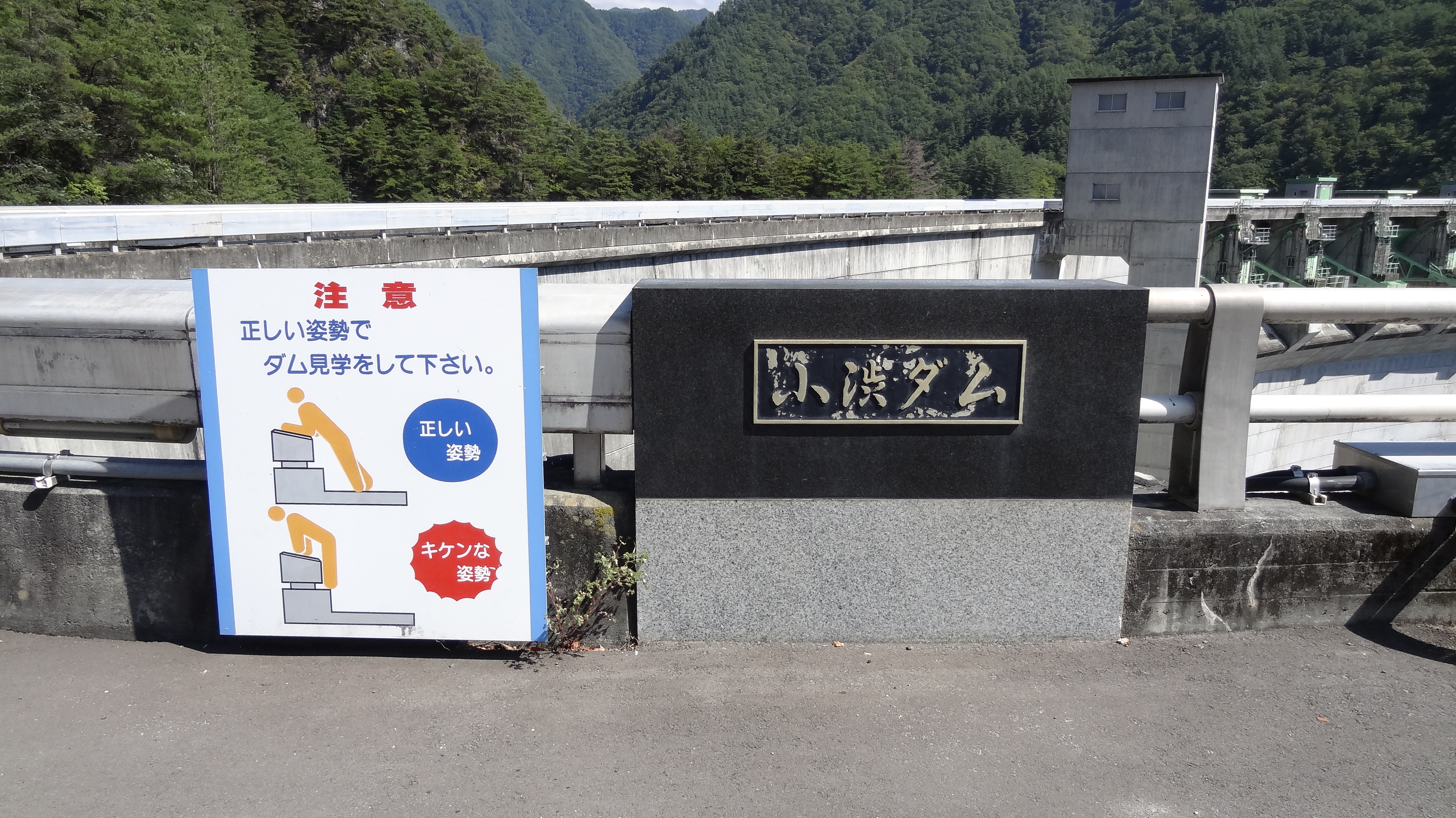
天端から身を乗り出さないよう注意を呼びかける看板（長野県・小渋ダム）

天端（てんば）は、ダムや堤防の一番高い部分または擁壁などの構造物の各部の最頂部。土木・建築用語。建築業界では上端（うわば）ともいう。

## 堤防
堤防の天端幅については、計画高水流量に応じて定められており、3m以上である。浸透水に対して安全な堤防段面幅を確保することの他に、非常時の河川巡視または洪水時の水防活動などや、河川管理用道路などとして使用するために、しかるべき幅が必要である。目的や利用に応じて、天端には敷砂利、アスファルト舗装を行う。

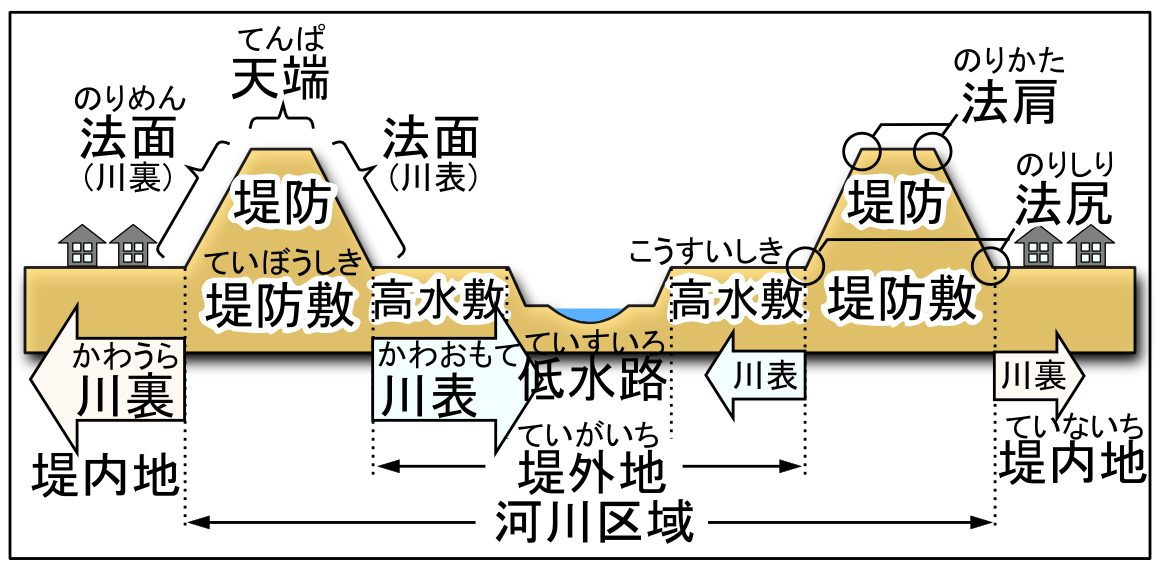
堤防の断面図

## 国道が通る天端
- 大雪ダム（国道273号、北海道）
- 本名ダム（国道252号、福島県）
- 寺沢ダム（国道353号、群馬県）
- 城山ダム（国道413号、神奈川県）
- 我谷ダム（国道364号、石川県）
- 奈川渡ダム（国道158号、長野県）

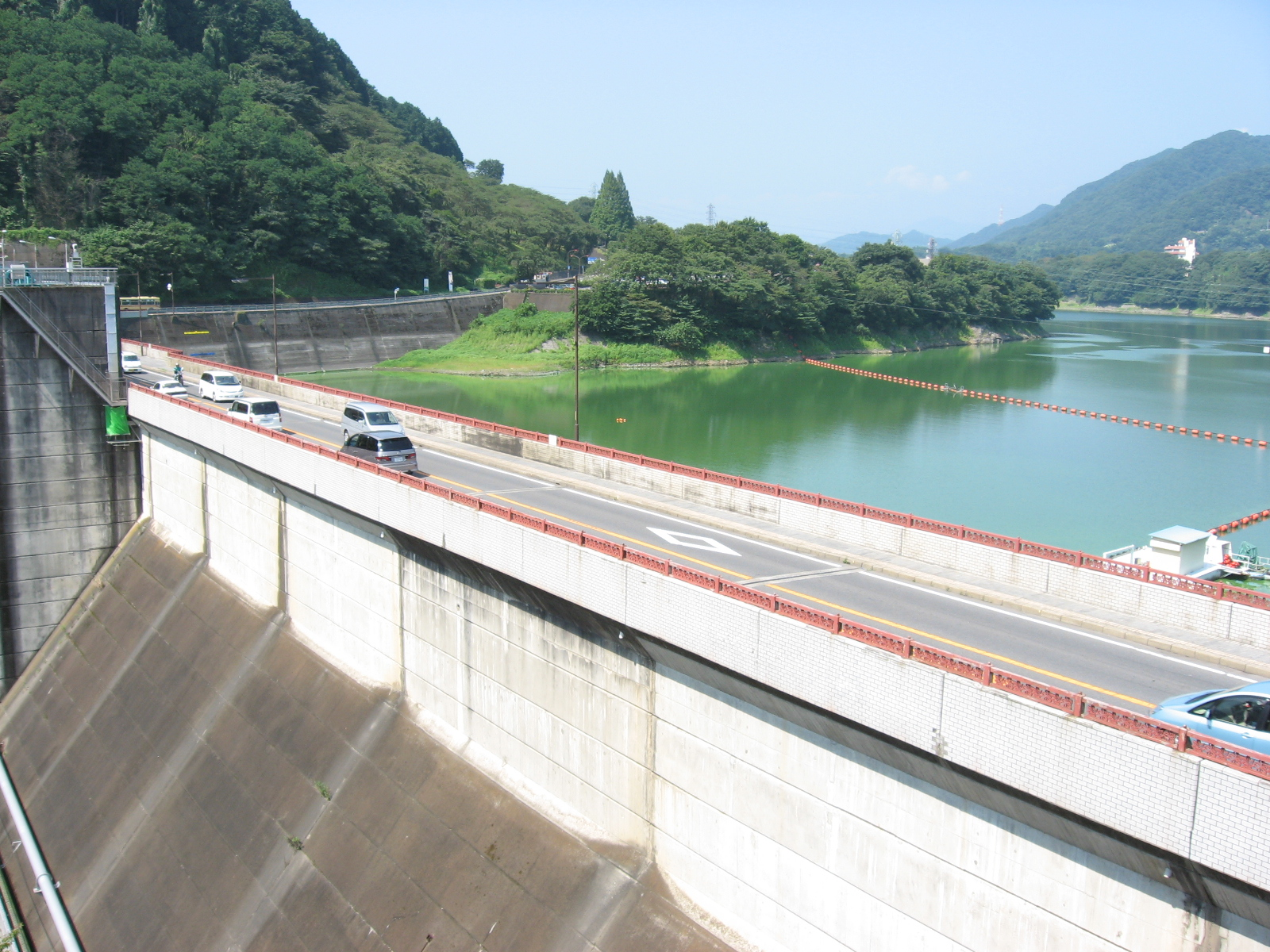
重力式コンクリートダムの天端（神奈川県・城山ダム、国道413号）

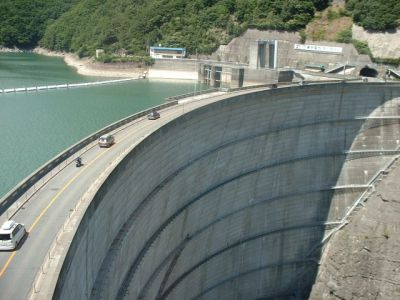
アーチ式コンクリートダムの天端（長野県・奈川渡ダム、国道158号）

- 横山ダム（国道303号、岐阜県） - 奥いび湖大橋に移行。
- 七色ダム（国道169号、三重県・和歌山県）
- 池原ダム（国道425号、奈良県）
- 天理ダム（国道25号非名阪、奈良県）
- 島地川ダム（国道376号、山口県）
- 菅野ダム（国道434号、山口県）
- 松原ダム（国道212号、大分県）

## 国道が通る堤防
- 荒川横堤の大久保第一横堤と南畑横堤（国道463号、埼玉県） - 両横堤は羽根倉橋で結ばれている[1]。

## 鉄道が通る堤防
- 馬宮第三横堤（東日本旅客鉄道（JR東日本）川越線、埼玉県） - 荒川横堤の一つで、荒川橋梁に接続する[1]。